# Constance Smedley
Constance Smedley (20 de juny de 1876 - 9 de març de 1941) va ser una dramaturga i artista britànica, il·lustradora i escenògrafa, fundadora dels Lyceum Club.

## Biografia
Smedley va néixer a Trinity Road, Handsworth, a prop de Birmingham, el 1876. Va estudiar a l'Escola d'Art de Birmingham i el seu interès es va centrar a escriure obres de teatre. Al 1909 es va casar amb l'artista Maxwell Armfield. Com molts amb connexions amb el moviment Arts and Crafts a Birmingham, es van establir a Cotswolds. Al cens de 1911, tots dos apareixen com a residents a Minchinhampton (Gloucestershire). La parella es va convertir en col·laboradors estrets: treballant junts per combinar disseny, il·lustració, text i teatre.
Les dones aspirants a ser escriptores i artistes necessitaven –com ja tenien els homes– un lloc on trobar-se sense haver de convidar la gent a casa seva, un club respectable que oferís una bona hospitalitat. El comitè fundador decidí ampliar les possibilitats de les futures dones associades, i admetre des de dones artistes i escriptores fins a altres professionals, i fins i tot les filles o dones d'homes destacats. Lady Frances Balfour va acceptar dirigir el nou club i va ocupar la presidència durant 15 anys.
Es va publicar un anunci a l'Anuari femení anglès i Smedley es va convertir en el fundadora del Lyceum Club. La seva seu es trobava al número 128 de Picadilly, on hi havia també una galeria d'art.
A partir de 1915, ella i la seva parella, que havien portat el seu activisme a l'escola de teatre Greenleaf, van viure i treballar als Estats Units durant els anys 1915-22, on ella i Armfield van deixar el seu rastre en els moviments teatrals de Nova York i Califòrnia. Constance va morir al 1941 a West Wycombe.
Els Lyceum Club es van anar estenent en els anys successius a diferents ciutats de tots els continents.